# Armand Forchério
Armand Forchério, né le 1er mars 1941 à Monaco, est un footballeur monégasque.

## Biographie
Il a joué toute sa carrière à l'AS Monaco qu'il a également brièvement entraîné. Il a aussi entraîné l'AC Arles puis revient à l'ASM où il dirige la cellule de recrutement jusqu'en 2008.

## Palmarès
- Championnat de France en 1963
- Vainqueur de la Coupe de France en 1963 (il ne joue cependant pas les deux finales)
- Vainqueur du Challenge des champions 1961